# 31442 Stark
31442 Stark este un asteroid din centura principală de asteroizi.

## Descriere
31442 Stark este un asteroid din centura principală de asteroizi. A fost descoperit pe 7 februarie 1999 la Las Cruces de David S. Dixon. Asteroidul prezintă o orbită caracterizată de o semiaxă mare de 2,43 ua, o excentricitate de 0,13 și o înclinație de 1,8° în raport cu ecliptica.